# Across the Line
Across the Line (Across the Line: The Exodus of Charlie Wright) è un film del 2010 diretto da R. Ellis Frazier.

## Trama
Il finanziere Charlie Wright è sotto inchiesta dell'F.B.I. per una frode da 11 miliardi di dollari. I federali al comando di 
Andrew Hobbs tengono sotto stretta sorveglianza Wright, in attesa che arrivi il mandato che consenta il suo arresto. Ma Wright riesce a dileguarsi poco prima che scatti l'operazione.
Hobbs viene duramente criticato dai suoi superiori per il fallimento dell'arresto. Wright, che molti pensano al sicuro in qualche Paese esotico, si è in realtà rifugiato a Tijuana, città al confine tra il Messico e gli Stati Uniti. La città è sotto il controllo della famiglia Garza, il cui capo, Jorge, ha un grosso debito con i capi dell'organizzazione criminale di cui fa parte.
Un agente dell'F.B.I. che faceva parte della squadra di Hobbs e che ora si trova a Tjuana in vacanza, nota casualmente Wright, ma senza riuscire a individuare il suo nascondiglio. Avverte Hobbs il quale si reca a Tjuana e prende informalmente contatto con la Polizia messicana per chiedere di scovare il fuggitivo. Ma la polizia è corrotta ed avvisa della cosa Jorge Garza, il quale vede in ciò un inaspettato colpo di fortuna, pensando che i soldi che Wright ha portato con sé nella fuga serviranno per ripagare il suo debito.
Intanto sulle tracce di Wright si sono messi anche due mafiosi russi, ai quali il finanziere aveva sottratto circa cento milioni di dollari. Questi affidano la caccia ad un killer molto abile, Damon, che si reca nella città messicana assieme ad alcuni altri uomini.
Con la compiacenza della Polizia, i Garza liberano Wright dalla prigione messicana, ma mentre lo trasferiscono il gruppo di Damon li assale, senza però riuscire ad impadronirsi del finanziere. Nel corso della violenta sparatoria tra i due gruppi, Wright riesce nuovamente a sfugire, e viene nascosto da Mary, una donna che lavora presso dei locali malfamati. A lei rivela perché si trova lì: sta cercando una donna, Veronica, che con cui ha avuto una relazione vent'anni prima. Mary la conosceva e gli dice che quella donna è morta da tempo, ma che in città potrebbe vivere ancora la figlia Isabel.
Ma quando Wright crede di avere individuato Isabel, di cui è il padre, apprende che la ragazza se n'è andata, da clandestina, negli Stati Uniti. A questo punto decide di telefonare all'agente Hobbs per costituirsi, dandogli appuntamento a Tijuana. Ma all'incontro arrivano anche i Garza e Damon. Dopo un teso confronto armato, il prigioniero resta nelle mani di Hobbs che lo trasferisce negli USA. Jorge Garza non potrà quindi ripagare il suo debito ed il suo destino è segnato: sarà eliminato dall'organizzazione, anche se al fratello minore Gabriel sarà permesso continuare con gli affari di famiglia.
Un colpo di scena finale consentirà a Wright di evitare la prigione, ma un'altra prova lo attende.

## Produzione e distribuzione
Il sottotitolo del film è "The Exodus of Charlie Wright". È uscito negli Stati Uniti d'America il 7 dicembre 2010.
Le riprese sono state effettuate a Los Angeles (California) e a Tijuana (Messico).